# Tersilochus nitens
Tersilochus nitens là một loài tò vò trong họ Ichneumonidae.